# 梧田街道
梧田街道，旧称吴田、梧埏，是中华人民共和国浙江省温州市瓯海区下辖的一个街道办事处。

## 行政区划
梧田街道下辖以下村级行政区划单位：
朝霞工业社区、新明瓯社区、梧埏街社区、老殿后社区、月落垟社区、寮东社区、塘东社区、塘西社区、大堡底社区、霞王社区、蟠凤社区、南堡社区、慈湖社区、保宁社区、开南社区、开北社区、梧田街村、月落垟村、塘东村、塘西村、大堡底村、林村、老殿后村、寮东村、霞王村、南村、北村和南堡村。